# Ekonomika Chorvatska
Ekonomika Chorvatska je vyspělá smíšená ekonomika. Je to jedna z největších ekonomik v jihovýchodní Evropě podle nominálního hrubého domácího produktu (HDP). Jde o otevřenou ekonomiku s akomodativní zahraniční politikou, která je vysoce závislá na mezinárodním obchodu v Evropě. V Chorvatsku se hospodářský rozvoj v jednotlivých krajích liší, s nejsilnějším růstem ve středním Chorvatsku a jeho finančním centru Záhřebu. Má velmi vysokou úroveň lidského rozvoje, nízkou úroveň příjmové nerovnosti a vysokou kvalitu života. Chorvatský trh práce je trvale neefektivní, s nejednotnými obchodními standardy a neefektivní politikou v oblasti daně z příjmu právnických osob a příjmů.
Hospodářská historie Chorvatska je úzce spjata s jeho historickým úsilím o budování státu. Jeho předindustriální ekonomika využívala geografii a přírodní zdroje země k řízení zemědělského růstu. 19. století zažilo boom stavby lodí, železnice a průmyslovou výrobu. Během 20. století vstoupilo Chorvatsko v roce 1941 do plánovaného hospodářství (se socialismem) a během druhé světové války do příkazového hospodářství. V 50. letech přišla rychlá urbanizace a v roce 1965 decentralizace, a před kolapsem Jugoslávie během devadesátých lét přišla diverzifikace ekonomiky. Chorvatská válka za nezávislost (1991–95) omezila 21–25 % válečného HDP a zanechala za sebou rozvíjející se přechodovou ekonomiku.
Moderní chorvatská ekonomika je považována za vysokopříjmovou a dominuje jí terciární sektor, který tvoří 70 % HDP. Vysoká úroveň cestovního ruchu v Chorvatsku přispívá k téměř 20 % HDP, přičemž v roce 2023 ho navštívilo celkem 20,6 milionů turistů. Chorvatsko je rozvíjející se energetickou velmocí v regionu se strategickými investicemi do zkapalněného zemního plynu (LNG), geotermální energie a elektrických automobilů. Podporuje regionální hospodářskou činnost prostřednictvím dopravních sítí napříč Jaderským mořem a celoevropskými koridory. Jako člen Evropské unie, eurozóny a Schengenského prostoru používá jako oficiální měnu euro (€). Chorvatsko má dohody o volném obchodu s mnoha světovými národy a je součástí Světové obchodní organizace (2000) a EHP (2013).